# Жаботинський Володимир Євгенович
Володи́мир (Зеєв) Євге́нович Жаботи́нський (івр. וולאדימיר (זאב וואלף) יעווגעניעוויטש זאבאטינסקי; 2 (14) жовтня 1880, Одеса, — 4 серпня 1940, Нью-Йорк) — єврейський письменник і публіцист, один із лідерів сіоністського руху; співзасновник держави Ізраїль та її збройних сил (Гаґана).

## Освіта та ранні роки
Жаботинський здобув вищу освіту та завдяки літературному даруванню і лінгвістичним здібностям уже у віці 18 років став іноземним кореспондентом газет «Одеський листок» і «Одеські новини» — спочатку в Берні, а потім в Римі.
Після перебування за кордоном став членом редакції і провідним фейлетоністом газети «Одеські новини». Написані ним в цей період драми ставив Одеський міський театр, а поема «Бідна Шарлотта» (про вбивцю французького революціонера Марата Шарлотту Корде) отримала високу оцінку критиків.
Єврейські погроми в Росії 1903—1905 років привели Жаботинського до руху сіоністів: він вступає в єврейську самооборону, збирає гроші для купівлі зброї. Вивчивши іврит, Жаботинський 1904 року переклав російською мовою «Оповідь про погром» Х. Н. Бяліка.
У 1903 році Жаботинський переїхав до Петербурга, де став членом редакції журналу «Єврейське життя», а пізніше — журналу «Світанок». Жаботинський брав активну участь у створенні Союзу для досягнення повноправності єврейського народу в Росії (1905) і розробці Гельсингфорсської програми (1906).

## Часи Першої світової війни

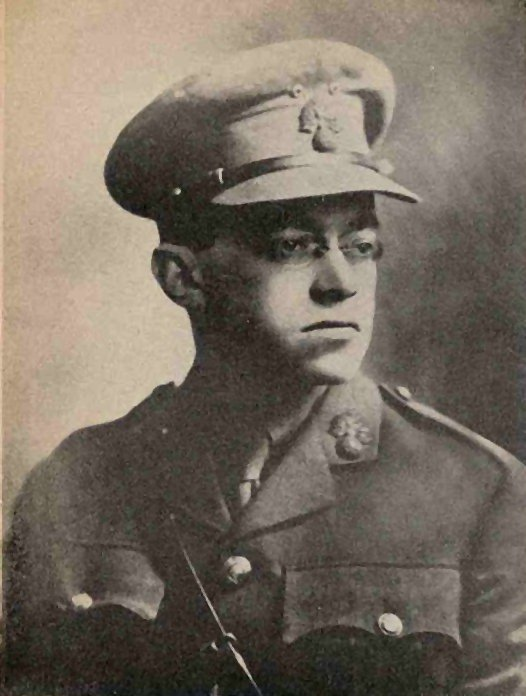
Володимир Жаботинський в однострої Єврейського легіону

На початку Першої світової війни Жаботинський виїхав до Західної Європи як кореспондент московської газети «Русскія Вѣдомости». Після вступу Туреччини до війни на стороні Німеччини (жовтень 1914 р.) він почав кампанію за створення єврейської національної військової частини у складі сил союзників. У 1917 р. уряд Англії дав згоду на такі бойові частині в рамках британських збройних сил. Жаботинський вступає рядовим в Єврейський легіон, проходить курс сержантів, а пізніше одержує офіцерське звання. Проте війна закінчилася до того, як єврейські батальйони, за винятком першого, у якому він служив, взяли участь в боях.

## Ідеолог ревізіонізму
Після світової війни Жаботинський оселився в Палестині. Після розпуску легіону він організував з його колишніх бійців перші загони самооборони, які під час арабських безладів 1920 р. намагалися прорватися в Старе місто Єрусалиму для захисту єврейського населення. За цю акцію військовий суд засудив Жаботинського до 15 років каторжних робіт, проте бурхливі протести в Палестині, Англії і Америці змусили англійські власті спочатку пом'якшити, а потім і зовсім відмінити вирок. На 12-му Сіоністському конгресі (вересень 1921 р., Карлсбад) В. Жаботинський знов вибраний у виконавчий комітет Всесвітньої сіоністської організації, в 1923–1924 рр. об'їхав з лекціями багато країн Європи. Але дуже швидко у нього виникають ідейні розбіжності з більшістю, включаючи лідера організації Вейцмана. Вони стосувалися наступних пунктів: прихильники Вейцмана вважали, що декларація Бальфура дала всі необхідні політичні гарантії, і справа сіоністів полягає відтепер в сільськогосподарській колонізації Палестини та створенні базису для «національного вогнища» — Жаботинський вимагав посилення в діяльності сіоністів політичного елементу та гарантій єврейської державності «на обох берегах Йордану». Прихильники Вейцмана в своїй зовнішньополітичній діяльності розраховували виключно на дипломатичні методи — Жаботинський наполягав на силовому тиску як на мандатні влади, так і на палестинських арабів. Жаботинський також різко виступав проти панівних у сіоністському русі соціалістичних ідей, вказуючи, що класова боротьба підриває необхідну євреям національну єдність; він висунув гасло «лише один прапор» та порівнював поєднання соціалізму та сіонізму з поклонінням двом богам одразу. Жаботинський проголосив необхідність ревізії традиційного сіонізму, звідки походить назва очолюваного ним течії: ревізіонізм.
У відношенні арабського питання Жаботинський та ревізіоністи, на противагу Вейцману, що схилявся до дипломатичних методів, і особливо на противагу арабофільській течії в сіонізмі, виступали за необхідність розвитку єврейських воєнізованих структур та жорсткого силового тиску на арабів, щоб змусити їх примиритися зі створенням єврейської держави в Палестині. Мирним же шляхом, згідно з поглядами Жаботинського, араби з природного патріотизму не готові допустити здійснення сіоністської ідеї в жодній формі. На думку Жаботинського, боротьба з арабами не суперечить вимогам моралі, оскільки араби мають безліч країн та держав, євреї ж народ без країни та національної держави — отже, створення єврейської держави в Палестині справедливе незалежно від того, вигідно чи невигідно здійснення цієї справедливості арабам. При цьому Жаботинський виступав за надання арабам повної рівноправності, але як національній меншині в єврейській державі та після того, як вони погодяться з фактом існування цієї держави. Цю програму Жаботинський виклав у своїх, що стали знаменитими, статтях «Щодо залізної стіни» та «Етика залізної стіни» (1924). Через радикальний націоналізм, антисоціалізм та ставку на силу опоненти звинувачували Жаботинського у фашизмі (цікаво, що «єврейським фашистом» називав Жаботинського, у вигляді компліменту, і сам Беніто Муссоліні та навіть розраховував на його допомогу в поширенні ідей фашизму). Ліві сіоністи дали Жаботинському прізвисько «дуче» та «Володимир Гітлер» (вираз Бен-Гуріона). Профашистські тенденції дійсно іноді виявлялися в ревізіоністському русі, але сам Жаботинський був їх принциповим противником. Він писав шанувальникам фашизму: «Такий підхід виходить за всякі рамки допустимої романтики. Я вважаю вашу святу одержимість помилкою, бо вона руйнує те, що дорого мені… ревізіоністський рух заснований на демократичних цінностях XIX століття, і він може вважати своїми лише тих, хто керується цими цінностями та моральним законом».

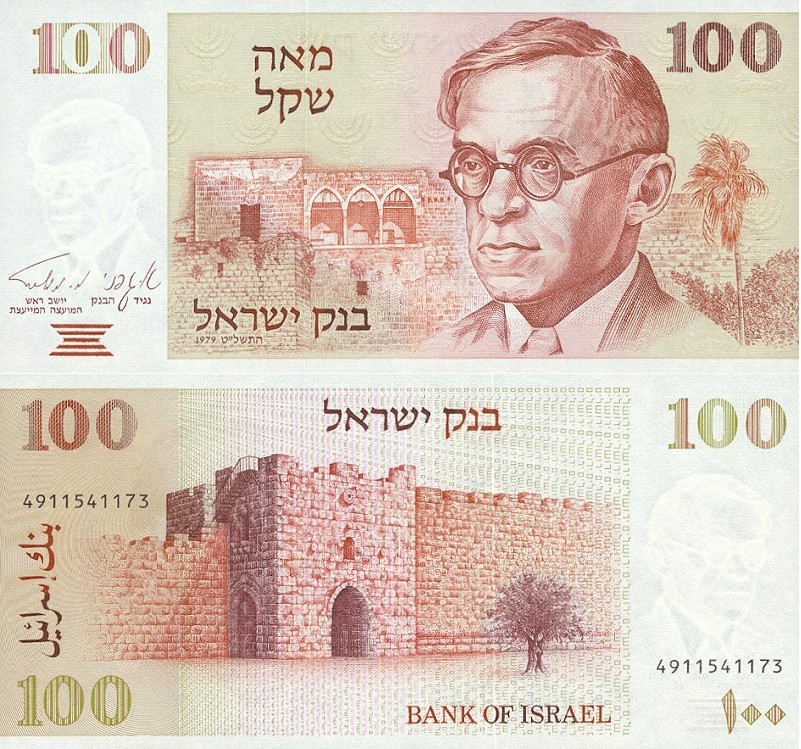
Сто старих шекелів з портретом Жаботинського

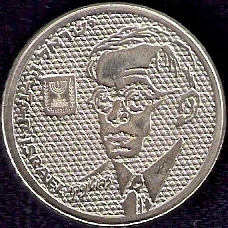
Монета 100 шекелів з портретом Жаботинського

1923 року Жаботинський вийшов із правління Всесвітньої сіоністської організації на знак протесту проти прийняття нею «Білої книги» В. Черчілля, що констатувала неможливість перетворення Палестини в мононаціональну єврейську країну. Того ж року виникає гурток його прихильників, що згуртувались навколо редакції очолюваного Жаботинським тижневика «Світанок»; 1925 року коло його прихильників організаційно оформилось в Союз сіоністів-ревізіоністів зі штаб-квартирою в Парижі. На 15-му конгресі Всесвітньої сіоністської організації фракція ревізіоністів запропонувала оголосити створення єврейської держави офіційною метою руху, але не отримала підтримки. 1928 року в Лондоні за активної участі Жаботинського була створена «Ліга боротьби за сьомий домініон» (з євреїв та англійців, що співчували сіонізму), яка висувала програмою перетворення Палестини в британський домініон. 1931 року ревізіоністи, яким була влаштована обструкція на 17-му сіоністському конгресі, покинули конгрес та оголосили, що залишають за собою право не виконувати рішення керівництва сіоністської федерації; 1933 року Жаботинський, апелюючи до партійних мас, всупереч волі керівництва ревізіоністів, домагається виходу Союзу сіоністів-ревізіоністів зі Всесвітньої сіоністської організації. Спроба примирення між Жаботинським та Бен-Гуріоном (як представником лівих сіоністів), розпочата за посередництва Петра Рутенберга (колишнього російського есера, співучасника вбивства Георгія Гапона, з 1920-х років — промисловця та керівника «Хагани» у Палестині), не зустріла підтримки серед лівих сіоністів та провалилася. Остаточно розкол у сіоністському русі оформився 1935 року з утворенням «Нової сіоністської організації» під головуванням Жаботинського, з такою програмою:

| 1. Створення єврейської більшості на обох берегах Йордану; 2. Заснування єврейської держави в Палестині на основі розуму та справедливості в дусі Тори; 3. Репатріація в Палестину всіх євреїв, які бажають цього; 4. Ліквідація діаспори». Наголошувалося, що «ці цілі стоять вище інтересів особистостей, груп або класів» |. Штаб-квартира нової організації знаходилася в Лондоні.
З ревізіоністського руху, створеного Жаботинським, вийшли сучасні ізраїльські «праві», які представлені блоком «Лікуд» і з 1970-х років відіграють значну роль у політичному житті Ізраїлю.
З приходом до влади в Німеччині Гітлера (1933) Жаботинський закликав до організації всесвітнього бойкоту німецьких товарів і виступив проти угоди Єврейського агентства з німецьким урядом про передачу до Палестини майна німецьких євреїв, які відправлялися туди.
На Віденському конгресі у вересні 1935 р. виникла Нова сіоністська організація, президентом якої став Жаботинський. Виконавчий комітет цієї організації перебував у Лондоні, і Жаботинський 1936 року поселився там. Він публікував різними мовами роботи з проблем єврейства і сіоністського руху, статті і фейлетони на загальні теми, перекладав на іврит твори класиків європейської і американської літератури. Тоді ж написав (російською) два романи: «Самсон Назорей» (1926) і «П'ятеро» (1936).

## Продовження літературної діяльності

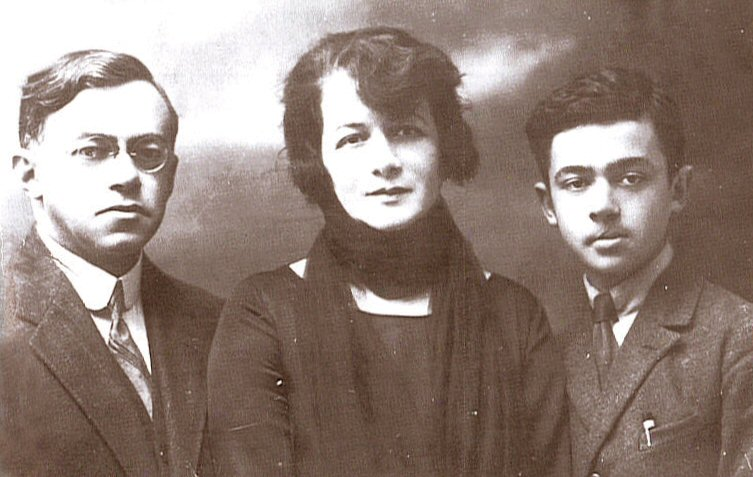
Жаботинський та його родина, кінець 20-х років

З 1923 року — редактор відновленого тижневика «Світанок», що виходив у Берліні, потім в Парижі. Крім публіцистичних текстів, публікує романи (під колишнім псевдонімом Altalena). Історичний роман «Самсон Назорей» [Архівовано 19 березня 2013 у Wayback Machine.] (Окреме видання: Берлін, 1927) дія якого відноситься до біблійних часів, описує ідеальний з точки зору Жаботинського тип життєво активного, сміливого та войовничого єврея.
Автобіографічний роман «П'ятеро» (1936) російською мовою зображує трагічну долю асимільованої єврейської родини в Одесі епохи 1905 року — один з найкращих прозових творів 1930-х років, однак майже не привернув увагу критики, але перевиданий в Росії та Білорусі в 2000-х роках. У 2011 книгу видано в Україні видавництвом Фоліо.
Видано мемуари «Повість моїх днів» [Архівовано 24 грудня 2012 у Wayback Machine.] (на івриті, рос. переклад 1985).

## Переїзд до США та смерть
Після початку Другої світової війни Жаботинський у лютому 1940 року виїхав у США, де розпочав переговори про створення єврейської армії для спільної з західними країнами боротьби проти нацизму.
4 серпня 1940 року Жаботинський помер від серцевого нападу в таборі Бетара біля Нью-Йорка. У написаному ним у листопаді 1935 року заповіті Жаботинський просив поховати його там, де його застигне смерть, і перевезти його прах в Ерец-Ісраель тільки згідно з ухвалою уряду єврейської держави, в швидкому створенні якої він був упевнений. Проте лише 1964 року за ухвалою уряду, очолюваного Л. Ешколом, останки Жаботинського і його дружини Іоанни (1884—1949) перевезли до Ізраїлю та поховали на горі Герцля в Єрусалимі.

## Цитати
- Жаботинський про українську мову:

|                                                       | Був я нещодавно на Дніпрі і в дорозі, подорожуючи у вагоні третього класу, прислухався до розмов тамтешнього простолюду. Мене вразила їхня говірка — явне зіпсуття, явна хвороба української мови. Хохли просто сипали великоруськими словами, великоруськими зворотами, а основна мова та її склад були українські; виходило дещо досить потворне, ні Богові свічка, ні чортові шпичка. Слухаючи цю недоладну суміш двох мов, я замислився про вмирання малоросійської мови. Адже це безперечно, що вона вмирає. Чи зникне остаточно, чи ще прокинеться й буйно розквітне — інше питання: адже не можна забувати, що українські мовляни живуть не лише в Росії,— а галицькі русини плекають свою мову, створюють нею літературу і не дозволять їй згаснути навіть і тоді, коли останній Остапенко в Росії перехреститься на Євстафієва. Але це — справа майбутнього, а тепер наявний такий факт: занепадає малоросійський говір. Занепадає говір, що ним розмовляли впродовж сторіч мільйони живих людей, і розмовляли не з примусу, а тому, що з ними цей говір народився і з ними зріс, тобто віддзеркалив у собі всі звиви й ухили психіки цього народу… Коли у вагоні третього класу вслуховувався в цей сором української мови, мені — хоч я сам не малорос і не слов'янин — кортіло гукнути на цілий слов'янський світ: «Чому ви дозволяєте? Адже тут перед вашими очима остається збиток і згуба слов'янського добра!» |
| — В. Жаботинський, у статті, надрукованій у 1904 році | |

- Жаботинський про Петлюру:

|                                                                          | Я з ними виріс, разом з ними провадив боротьбу проти антисемітів та русифікаторів — єврейських та українських. Ані мене, ані решту думаючих сіоністів південної Росії не переконають, що людей цього типу можна вважати за антисемітів |
| — В. Жаботинський, див.: Бі Бі Сі: Симон Петлюра: погромник чи гуманіст? | |

## Опубліковані праці
- Vladimir Jabotinsky "Turkey and the war, Лондон, T.F. Unwin, Ltd., 1917, ISBN 31158007689929 Помилка параметра в {{ISBN}}: довжина
- Кишенькове видання кількох оповідань, переважно реакційних, Тель-Авів: Відтворено Інститутом Жаботинського в Ізраїлі, 1984. Репринт. Першодрук: Париж, 1925
- Vladimir Jabotinsky "The Jewish War Front", Лондон, T.F. Unwin, Ltd., 1940
- Vladimir Jabotinsky "The War and The Jew",  Нью-Йорк, "Діал Прес", близько 1942
- "The Battle for Jerusalem". Володимир Жаботинський, Джон Генрі Паттерсон, Джосайя Веджвуд, П'єр ван Паассен пояснює, чому єврейська армія необхідна для виживання єврейської нації та збереження світової цивілізації, Американські друзі єврейської Палестини, Нью-Йорк, The Friends, 1941
- Жаботинський переклав "Ворона" Едгара Аллана По на іврит і російську, а також частини "Божественної комедії" Данте сучасним івритським віршем
- "Східний берег Йордану" (також відомий як "Два береги має Йордан") – вірш Жаботинського, який став гаслом і однією з найвідоміших пісень гурту "Бетар"

### Романи та повісті
- Владимир Жаботинский "Самсон Назорей", 1927
- Владимир Жаботинский "Слово о полку: История Еврейского легиона по воспоминаниям его инициатора", 1928
- Владимир Жаботинский "Пятеро", роман про єврейське життя в Одесі на зламі століть, Париж, 1936
- Владимир Жаботинский "Повесть моих дней", Брайан Горовіц та Леонід Кацис, ред., Детройт: Wayne State University Press, 2015
- Владимир Жаботинский "Крепость в Акко"

## Українські видання
- Владимир Жаботинский "П'ятеро". Перекладач : Веніамін Білявський. – Харків: видавництво : Фоліо, 2020. – 224 с., ISBN 9789660389724
- Владимир Жаботинский "Здобути державу Ізраїль". Перекладач : Крістіна Гаранчевська. – Київ: видавництво : Пропала грамота, 2023. – 416 с., ISBN 9786177918133

## Пам'ять
У Тель-Авіві є Інститут Жаботинського, що займається увічненням його пам'яті та спадщини. У тій же будівлі по вулиці короля Георга (Будинок Жаботинського) знаходиться штаб-квартира партії «Лікуд».
Іменем Жаботинського названі вулиці в багатьох містах Ізраїлю, в тому числі дорога № 481 з Петах-Тікви в Тель-Авів.
У місті Одеса є вулиця Жаботинського.
У місті Київ є вулиця Володимира Жаботинського.

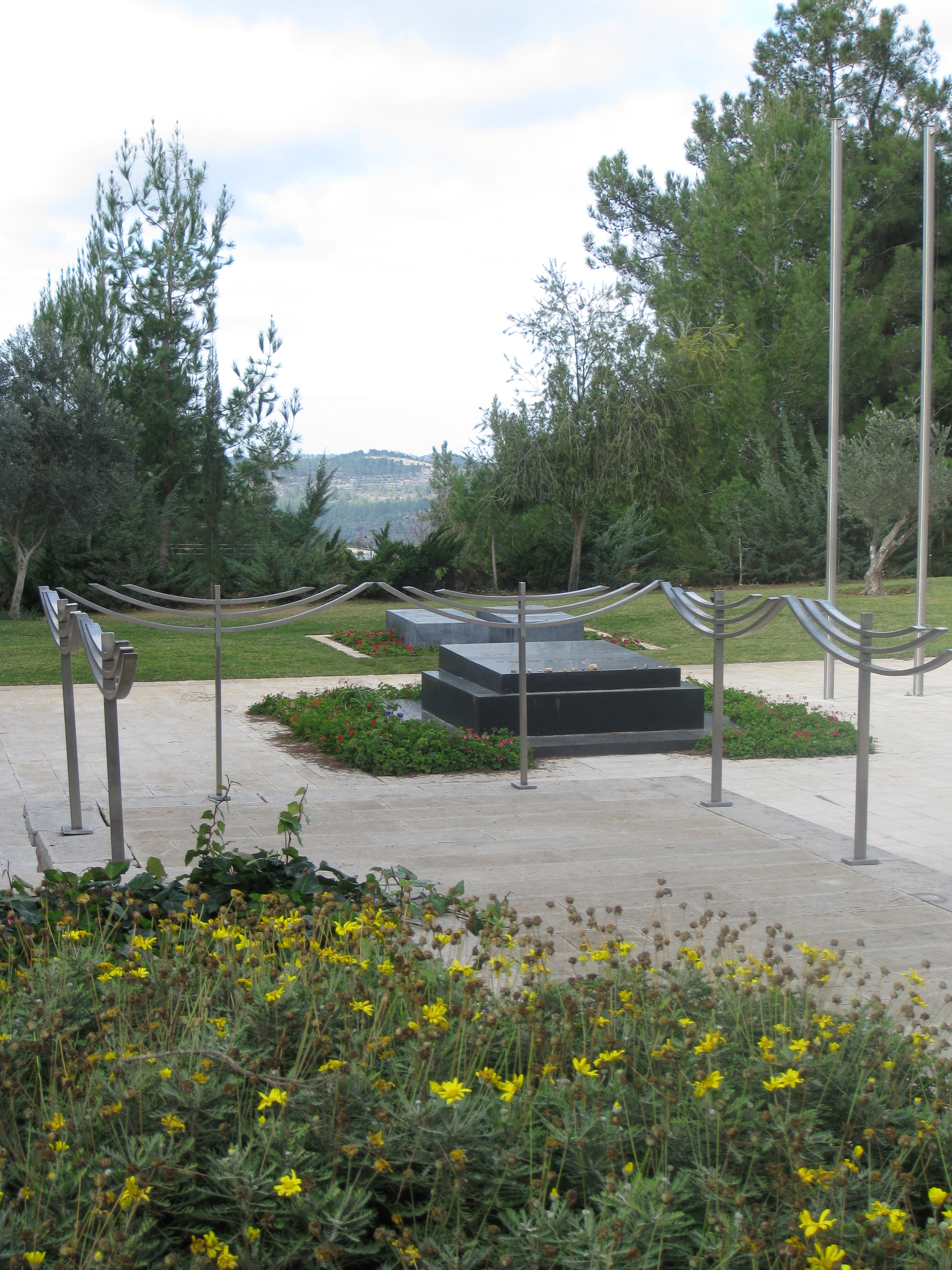
Місце поховання Жаботинського, гора Герцля, Єрусалим

Прах Зеєва Жаботинського перепохований в Єрусалимі на горі Герцля 1964 року за рішенням уряду Держави Ізраїль — як це вимагав сам Жаботинський у своєму заповіті від 1935 року.

## Публіцистика В. Жаботинського
- Урок ювілею Шевченка [Архівовано 12 березня 2012 у Wayback Machine.]